# La faute à Fidel!
La faute à Fidel! (no Brasil, A Culpa é do Fidel e em Portugal, Por Culpa de Fidel) é um filme de drama franco-italiano de 2006 dirigido e escrito por Julie Gavras. Estrelado por Nina Kervel-Bey, Julie Depardieu e Stefano Accorsi, é baseado no romance homônimo de Domitilla Calamai.

## Elenco
- Nina Kervel-Bey - Anna de la Mesa
- Julie Depardieu - Marie de la Mesa
- Stefano Accorsi - Fernando de la Mesa
- Benjamin Feuillet - François de la Mesa
- Marie Kremer - Isabelle
- Raphaël Personnaz - Mathieu
- Carole Franck - Geneviève
- Martine Chevallier - Bonne Maman
- Olivier Perrier - Bon Papa